# Gaveikėnai
Gaveikėnai è un insediamento del distretto di Ignalina della contea di Utena, nell’est della Lituania. Secondo un censimento del 2011, la popolazione ammonta a 28 abitanti. È ad ovest di Ignalina e non molto lontana da Palūšė.
Rientra nell’areale del parco nazionale dell'Aukštaitija.
Gaveikėnai è menzionata per la prima volta in atti ufficiali nel 1377 assieme a Linkmenys.
Nel sud-est dell’insediamento, è stato costruito circa duecento anni fa un mulino ad acqua sul lago Palaukinis, riconosciuto come monumento storico e salvato da un tentativo di abbattimento del XIX secolo. Si dice che il diavolo Abisinas, famoso nelle leggende locali, vivesse nel mulino ad acqua quando dismesso, scatenando la sua ira rabbiosa verso la popolazione locale spaventando i passanti.